# Ignasi Calvet
Ignasi Calvet Esteban (Barcellona, 17 gennaio 1948) è un fumettista spagnolo.
Fin da piccolo è un appassionato lettore di fumetti (Tebéo): gli eroi della sua infanzia sono personaggi come El Capitán Trueno (di Víctor Mora e Miguel Ambrosio Zaragoza, alias Ambrós) o El Guerrero del antifaz (di Manuel Gago), ma tra le sue letture preferite si trovano anche serie comiche, come Mortadelo y Filemón di Francisco Ibáñez, o Carpanta di Josep Escobar.
Tra gli altri autori che ne hanno accompagnato l'infanzia tra le nuvolette vanno ricordati anche gli iberici José Ortiz e Luis Bermejo, ma anche gli americani Milton Caniff, Alex Raymond e Stan Drake, quindi il grande Albert Uderzo, i belgi André Franquin e Georges Remi (Hergé) e gli italiani Hugo Pratt e Ferdinando Tacconi. I suoi autori disneyani preferiti, ancora oggi, sono e restano Carl Barks, Floyd Gottfredson e Paul Murry.

## Gli inizi
Il giovane Esteban frequenta vari corsi presso la Scuola Pubblica di Belle Arti nella sua città, senza però portarne a termine nessuno: del resto è soltanto lavorando giorno dopo giorno che si diventa professionisti, gli piace ricordare.
Nel frattempo, mentre si esercitava a migliorare il suo stile, per raggiungere quella sicurezza economica necessaria per poter rischiare nel mondo del fumetto, fece vari lavori d'ufficio, finendo anche in banca. La sua occasione, però, non tarda ad arrivare: dopo aver illustrato alcuni racconti con i personaggi di Hanna-Barbera, inizia a collaborare per alcune riviste tedesche, come quelle sul gatto Felix e sulle creazioni di Rolf Kauka (Fix & Foxi, Lupo).

## Allo studio Comicup
Nel 1981, quindi, inizia a collaborare con lo studio Comicup, che un giorno gli commissiona una storia di Paperino di sei tavole per un periodico del gruppo danese Egmont: la storia gli venne inviata indietro per essere ridisegnata: gli chiesero, però, di realizzare altre quattro sceneggiature!
Donald Duck - Full Speed Ahead (questo il titolo dell'avventura) venne quindi consegnata il 21 gennaio 1983, per essere poi pubblicata, tra le cinque, come ultima nel gennaio 1988: da notare che, sotto richiesta dello studio, Esteban si firmò con lo pseudonimo Premia, poiché a quel tempo risiedeva a Premia de Mar, località nei pressi di Barcellona.
Dopo un anno con Cumicup, passa sotto l'ala protettiva di Josep Tello e, sempre per la Egmont, realizza una serie di storie sulla Banda Bassotti, che disegnerà per ben sette anni.
Tra il 1988 e il 1989 si cimenta con Lillo e Fratel Coniglietto, ma il personaggio col quale si dedicherà maggiormente sarà Topolino: ispiratosi all'inizio allo stile di Murry, lo personalizza via via, rendendolo con un tratto sempre più dinamico. Spesso nelle sue storie compaiono comprimari classici come Macchia Nera e Eli Squick.
Nel 1995 Esteban torna a disegnare i paperi, sempre alla Egmont, sempre presso l'agenzia Tello: le sue storie papere, sia di ambientazione urbana, sia avventurose, si alternano a quelle di Vicar, Branca, Rosa, Rota e Van Horn, realizzandole sempre con il suo solito tratto spigliato e dinamico.
Nel 1999, quando la Egmont decide di avviare una propria serie di storie dedicate a Paperino Paperotto (Donny Duck), ovvero il Paperino cucciolo che già da un anno aveva in Italia una sua serie di racconti, pensa proprio a Esteban come autore ideale per presentarlo al pubblico. Ad affiancare il cartoonist iberico viene chiamato lo sceneggiatore finlandese Kari Korhonen.
In Italia le sue storie sono state pubblicate principalmente su Mega 3000 (ex Mega 2000 e Mega Almanacco).